# Vodeane, Pokrovske
Vodeane (în ucraineană Водяне) este un sat în așezarea urbană Pokrovske din raionul Pokrovske, regiunea Dnipropetrovsk, Ucraina.

## Demografie
Componența lingvistică a localității Vodeane
     Ucraineană (97,49%)
     Rusă (2,51%)
Conform recensământului din 2001, majoritatea populației localității Vodeane era vorbitoare de ucraineană (97,49%), existând în minoritate și vorbitori de rusă (2,51%).